# IDL-Reporteros
IDL-Reporteros es un periódico en línea peruano con sede en Lima, que se especializa en periodismo de investigación centrado en la corrupción nacional y cuyo objetivo es promover la transparencia periodística. Pertenece al Instituto de Defensa Legal. Desde su fundación, el periódico ha iniciado más de 500 investigaciones en todo el Perú. Ayudó al Consorcio Internacional de Periodistas de Investigación con el trabajo periodístico y de investigación relacionado con la filtración de los papeles de Pandora de 2021.
El sitio también ha sido premiado tanto a nivel nacional como internacional por su cobertura de las investigaciones dedicadas contra la corrupción. Entre ellos el escándalo de Odebrecht con el Estado peruano, antes que el Ministerio Público iniciara las investigaciones.

## Historia
El periódico fue fundado en octubre de 2009 por el reportero Gustavo Gorriti, inicialmente con solo dos reporteros. Una de las primeras investigaciones principales ocurrió en febrero de 2010 sobre la compra de un vehículo blindado de transporte de personal por parte de las Fuerzas Armadas peruanas a un precio muy inflado. Esta información posteriormente fue difundida a través de los medios de comunicación nacionales.
En 2017 el portal sufrió un cíberataque que duró alrededor de cuatro horas.
En 2018 IDL-Reporteros ganó relevancia en el ámbito de la información periodística al revelar audios que fueron atribuidos a un caso de conflicto de intereses en el Consejo Nacional de la Magistratura. Esta situación generó un impacto significativo en la percepción pública y el escrutinio de la citada institución. Continuó posteriormente con el caso de Odebrecht y el Estado peruano.
Con el paso de tiempo el medio digital adoptó Twitter como su principal centro de difusión de noticias.

## Reconocimiento
IDL-Reporteros es miembro de la Red Global de Periodismo de Investigación, ha sido apoyado por Open Society Foundations y fue reconocido como Ashoka Changemaker como parte del proyecto Ashoka Fellows. Las organizaciones de derechos humanos en Venezuela, incluidas PROVEA y Transparencia Venezuela, han expresado su apoyo y colaborado con el periódico.
El también está afiliado con la Red Latinoamericana de Periodismo de Investigación Estructurado. En ella, el medio se encargó de realizar investigaciones internacionales.
En 2023 obtuvo el premio Gabo por la investigación de la represión policial durante la convulsión social. Uno de los casos de represión en Ayacucho fue reconocodio por el premio Javier Valdez.